# Liste du patrimoine mondial au Tadjikistan
Cet article recense les sites inscrits au patrimoine mondial au Tadjikistan.

## Statistiques
L'Union soviétique ratifie la Convention pour la protection du patrimoine mondial, culturel et naturel le 12 octobre 1988 ; la République socialiste soviétique du Tadjikistan en est alors un  l'une des 15 Républiques constitutives, mais aucun bien inscrit en Union soviétique n'est situé sur son territoire. Pendant la dislocation du pays, le Tadjikistan proclame son indépendance le 9 septembre 1991. Le nouveau pays communique à l'UNESCO la notification de succession le 28 août 1992. Le premier bien protégé est inscrit en 2010.
En 2025, le Tadjikistan compte 5 biens inscrits au patrimoine mondial, 3 culturels et 2 naturels.
À la même date, le pays a également soumis 14 propositions sur sa liste indicative : 10 culturelles, 3 naturelles et 1 mixte.

## Listes

### Patrimoine mondial
La liste suivante recense les biens inscrits au patrimoine mondial en 2023. Les graphies et formulations sont celles employées par l'UNESCO, qui peuvent différer de celles employées ailleurs.
| Id.  | Bien                                                                 | Province        | Année | Superficie (ha) | Critères et notes | Coordonnées | Illus. |
| ---- | -------------------------------------------------------------------- | --------------- | ----- | --------------- | --- | --- | ------ |
| 1685 | Forêts de tugay (en) de la Réserve naturelle de Tigrovaya Balka (en) | Khatlon         | 2023  | 49 786          | Naturel, (ix) | 37° 14′ nord, 68° 29′ est |        |
| 1252 | Parc national tadjik (montagnes du Pamir)                            | Haut-Badakhchan | 2013  | 2 611 674       | Naturel, (vii), (viii) | 38° 45′ 54″ nord, 72° 18′ 18″ est |        |
| 1675 | Routes de la soie : corridor de Zeravchan-Karakoum                   |                 | 2023  | 171,454         | Culturel, (ii), (iii), (v) Bien transfrontalier partagé avec l'Ouzbékistan et le Turkménistan. 9 sites distincts au Tadjikistan : - Khisorak - Château du mont Mugh - Koum - Gardani Khisor (de) - Forteresse de Tali Khamtuda - Mausolée de Mukhammad Bashoro (en) - Système d'irrigation de Toksankoriz - Sanjarshakh - Ancienne Pendjikent | 39° 26′ 37″ nord, 69° 41′ 10″ est 39° 27′ 14″ nord, 68° 24′ 45″ est 39° 25′ 00″ nord, 68° 23′ 35″ est 38° 31′ 35″ nord, 68° 32′ 17″ est 39° 23′ 35″ nord, 67° 52′ 01″ est 39° 23′ 16″ nord, 67° 51′ 08″ est 39° 29′ 05″ nord, 67° 43′ 22″ est 39° 30′ 00″ nord, 67° 37′ 01″ est |        |
| 1141 | Sarazm                                                               | Sughd           | 2010  | 16              | Culturel, (ii), (iii) | 39° 30′ 29″ nord, 67° 27′ 36″ est |        |
| 1627 | Sites du patrimoine culturel du Khuttal ancien                       | Khatlon         | 2025  | 152,409         | Culturel, (ii), (iii) Comprend 11 sites : monastère bouddhiste d'Ajina Tepe (en), Kalai Hulbuk, Shahristoni Hulbuk, Manzaratepa, Zoli Zard, Makbarai Mavlono Tojiddin, Halevard (Kofirkala), Shahristoni Zoli Zar, caravansérail de Tohir, Shahrtepa, temple bouddhiste de Khishttepa                                                         | 37° 44′ 40″ nord, 69° 17′ 55″ est |        |

### Liste indicative
Les biens suivants sont inscrits sur la liste indicative du Tadjikistan.
| Id.  | Bien                                           | Province                                                              | Année | Critères et notes | Coordonnées | Illus. |
| ---- | ---------------------------------------------- | --------------------------------------------------------------------- | ----- | --- | --- | ------ |
| 2109 | Aire protégée de Kusavlisay (ru)               | Khatlon                                                               | 2006  | Naturel, (vii), (x) | 39° 37′ 34″ nord, 68° 40′ 26″ est |        |
| 1382 | Cloître bouddhiste d'Ajina Tepe (en)           | Khatlon                                                               | 1999  | Culturel | 37° 47′ 54″ nord, 68° 51′ 13″ est |        |
| 1378 | Mausolée d'Amir Khamza Khasti Podshoh (en)     | Sughd                                                                 | 1999  | Culturel | 39° 58′ 24″ nord, 70° 34′ 35″ est |        |
| 1384 | Mausolée de Hodja Nashron (en)                 | Région de subordination républicaine                                  | 1999  | Culturel | |        |
| 1381 | Mausolée de Khoja Mashkhad (en)                | Khatlon                                                               | 1999  | Culturel | 37° 13′ 13″ nord, 68° 08′ 53″ est |        |
| 1386 | Mausolée de Mukhammad Bashoro (en)             |                                                                       | 1999  | Culturel | 39° 23′ 16″ nord, 67° 51′ 08″ est |        |
| 2107 | Monts Fann (en)                                | Sughd                                                                 | 2006  | Mixte, (vii), (x) | 39° 10′ 01″ nord, 68° 15′ 00″ est |        |
| 2110 | Réserve naturelle d'État de Dashtidjum         | Khatlon                                                               | 2006  | Naturel, (vii), (x) | 38° 01′ nord, 70° 09′ est |        |
| 2111 | Réserve naturelle d'État de Zorkul             | Haut-Badakhchan                                                       | 2006  | Naturel, (vii), (x) | 37° 27′ nord, 73° 42′ est |        |
| 1380 | Site de l'ancienne ville de Baitudasht IV (en) | Khatlon                                                               | 1999  | Culturel | 37° 08′ 30″ nord, 69° 12′ 56″ est |        |
| 1387 | Site de l'ancienne ville de Shahriston (en)    | Sughd                                                                 | 1999  | Culturel | 39° 46′ 13″ nord, 68° 47′ 56″ est |        |
| 1385 | Site de l'ancienne ville de Pendjikent         | Sughd                                                                 | 1999  | Culturel | 39° 30′ 00″ nord, 67° 37′ 01″ est |        |
| 1379 | Site de l'ancienne ville de Takht-I-Sangin     | Khatlon                                                               | 1999  | Culturel | 37° 05′ 56″ nord, 68° 17′ 06″ est |        |
| 5790 | Sites de la route de la soie au Tadjikistan    | Haut-Badakhchan, Khatlon, Région de subordination républicaine, Sughd | 2013  | Culturel, (iii), (iv), (v), (vi) 8 sites distincts, dont plusieurs correspondent à d'autres biens de la liste indicative : - Ancienne Pendjikent - Ancienne Boundjikat (en) - Château d'Hisor - Monastère bouddhiste d'Ajina Tepe (en) - Takht-I-Sangin - Madrasa de Khoja Mashkhad (en) - Ancienne Hulbuk - Yamtoutch | 39° 30′ 00″ nord, 67° 37′ 01″ est 39° 46′ 13″ nord, 68° 47′ 56″ est 38° 29′ 01″ nord, 68° 35′ 37″ est 37° 47′ 54″ nord, 68° 51′ 13″ est 37° 05′ 56″ nord, 68° 17′ 06″ est 37° 13′ 13″ nord, 68° 08′ 53″ est 37° 46′ 39″ nord, 69° 33′ 25″ est 36° 58′ 11″ nord, 72° 15′ 40″ est |        |